# Il libro nero - Il genocidio nazista nei territori sovietici 1941-1945
Il Libro Nero. Il genocidio nazista nei territori sovietici 1941-1945 (titolo orig. russo Чёрная Кни́га, traslitterato Chyórnaya Kníga) è un saggio storico di 500 pagine compilato per la pubblicazione da Vasilij Grossman e Il'ja Grigor'evič Ėrenburg originariamente alla fine del 1944. Vi vengono documentati i crimini di guerra perpetrati dai nazisti e dai loro alleati nei territori dell'Unione Sovietica e della Polonia occupati dalla Germania di Hitler. Gli eventi descritti sono frutto dello sforzo investigativo svolto dal Comitato Ebraico Antifascista (in russo: Еврейский Антифашистский Kомитет) per raccogliere le testimonianze dell'Olocausto tra il 1942 e il 1944, oltreché del ruolo ebraico nella resistenza all'invasore tedesco durante la seconda guerra mondiale. Alla fine della guerra, nell'ottobre 1944, il regime comunista dell'URSS di Stalin vietò la diffusione del Libro Nero, adducendo come motivazione che la sofferenza patita dagli ebrei in guerra, descritta dal testo come unica nella sua atrocità, li poneva al di sopra e al di là del resto dei cittadini sovietici, e fu denunciata come opera anti-sovietica dal Comitato Centrale. Pertanto, i materiali raccolti nel libro furono confiscati, ma non distrutti e parte di essi fu fatta uscire clandestinamente dall'Unione Sovietica da Ėrenburg e fatta pervenire all'archivio dello Yad Vashem, a Gerusalemme.
La prima stesura del libro fu pubblicata in due volumi tra il 1944 e il 1945, e il manoscritto inviato al Comitato Ebraico Antifascista. Copie dei volumi furono spedite negli Stati Uniti, al mandato britannico della Palestina (oggi Israele) ed in Romania nel 1946. Alcune parti furono pubblicate negli USA ed in Romania nel 1946. 
Edizioni in lingua russa vengono pubblicate nel 1980 a Gerusalemme e nel 1991 a Kiev. Successivamente, il libro esce nel 1994 in Germania, per interessamento di Irina Ėrenburg, figlia di Il'ja. Una nuova edizione russa è uscita nel 2014 per le Edizioni Corpus.

## Edizione italiana
- Vasilij Grossman e Il'ja Grigor'evič Ėrenburg, Il libro nero, traduzione di Luca Vanni, collana Oscar Storia, Milano, Arnoldo Mondadori Editore, 1999,  p. 915, ISBN 88-04-48656-2.